# Endtime Productions
Endtime Productions est un label de musique indépendant basé en Scandinavie. Il travaille exclusivement avec des groupes de metal extrême chrétien, et a notamment aidé le groupe norvégien Extol à accéder à une certaine renommée, et à signer un enregistrement avec Century Media Records. D'autres groupes notables ayant enregistré chez Endtime Productions sont Antestor, Drottnar et Crimson Moonlight. Le label est également réputé pour ses designs graphiques détaillés, ses emballages et ses pochettes élaborées.

## Histoire
Le label est fondé en 1998. Le premier groupe à en bénéficier est la formation norvégienne Extol, et leur premier album "Burial" (1998), le premier enregistrement produit par le label. Fait inhabituel pour un label de metal, plusieurs musiciens de groupes de musique industrielle tels Jan Carleklev de Sanctum et Peter Anderssen de Raison d'être sont invités à enregistrer des remixes de titres d'Extol pour leur EP suivant, "Mesmerized". Le contrat signé entre Extol et Solid State Records (États-Unis) aide le groupe à gagner en popularité, et ils signent chez Century Media en 2003.
Endtime Productions signe des accords avec des groupes comme Antestor, Lengsel et Anaemia, et ré-enregistre l'album "Martyrium" d'Antestor (déjà sorti en 1994) pour la première fois à un public plus large, ainsi que "The Second Incarnation" d'Anaemia, et l'album de Lengsel, "Solace". De notables enregistrements suivirent durant les années suivantes, tels "Whitefrozen" de Vardøger (EP), "Det Tapte Liv" d'Antestor (EP), et leur album de 2005, "The Forsaken".
En 2006, Endtime signe un accord avec Drottnar et Crimson Moonlight, et enregistre l'album de Drottnar "Welterwerk", suivi en 2007 de l'EP "In Depths of Dreams Unconscious" de Crimson Moonlight. "Stratum" de Drottnar sort en 2013, précédé en 2012 par son single, "Lucid Stratum".

## Groupes actuels
- Crimson Moonlight[7]
- Dalit[8]
- Drottnar
- Bloodwork [9]
- Opus Irae

## Anciens groupes
- Antestor (Actuellement sur Bombworks Records)
- Extol
- Vardøger[10]
- Lengsel
- Vaakevandring
- Anaemia